# اودی هراند گنگولیان
اودی هراند گنگولیان (انگلیسی: Udi Hrant Kenkulian; زاده ۱۹۰۱ – درگذشته ۲۹ اوت ۱۹۷۸) موسیقی‌دان ارمنی‌تبار بود. اغلب او را به نام اودی هراند " یا "هنرمند امره" ("هراند روح") نوازنده عود از موسیقی کلاسیک ترکیه می‌شناسند او نقش مهمی درتبدیل عود به یک موسیقی محبوب معاصر داشت. او یک شهروند ارمنی تابعه ترکیه بود که اکثر زندگی خود را در ترکیه گذراند و بیشتر اشعار وی را به ترکی ترجمه کرده‌اند. او برای درمان نابینایی خود به ایالات متحده آمریکا رفت تا در همین ایام هنرش را به نمایش گذاشت.